# Maurice Tillieux

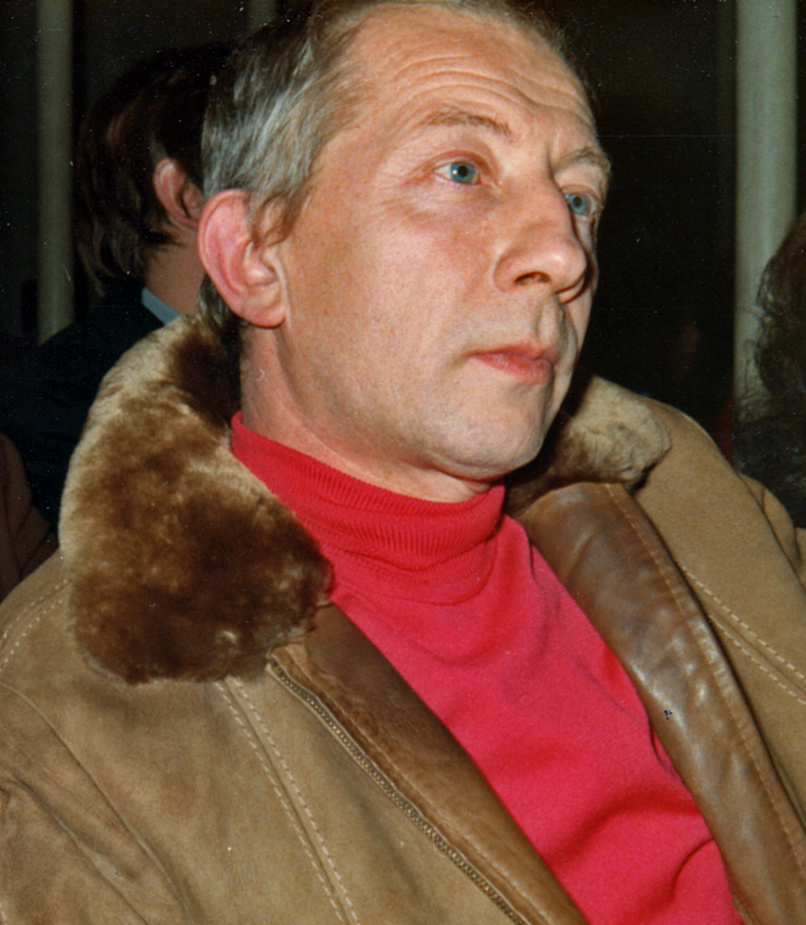
Maurice Tillieux (1974)

Maurice Tillieux (* 7. August 1921 in Huy, Belgien; † 2. Februar 1978 in Tours, Frankreich) war ein frankophoner belgischer Comiczeichner, -autor und Schriftsteller.

## Leben und Wirken
Im Alter von 14 Jahren veröffentlichte Tillieux seine ersten Comic-Zeichnungen. Er begann seine Laufbahn 1936 mit Zeichnungen und Illustrationen für die Dupuis-Zeitschrift Le Moustique. Dabei verwendete er anfangs verschiedene Pseudonyme wie John Cliff, Ronald Scott und Jill Morrison. Da seine Arbeiten als Zeichner zunächst nicht die erhofften Erfolge brachten, begann er Anfang der 1940er Jahre mit dem Verfassen von Kriminalromanen.
Ab 1944 widmete er sich wieder stärker zeichnerischen Aktivitäten. Seine Arbeiten erschienen regelmäßig in verschiedenen Zeitschriften wie Le Moustique, Bimbo, Jeep, Blondine und Spirou. In dieser Phase begann er mit der Fertigung erster Comics.
Ein erster Erfolg wurde die Serie Felix, ein Detektiv-Comic, der von 1947 bis 1956 bei Héroïc-Albums veröffentlicht wurde, einem von Fernand Cheneval verlegten belgischen Comic-Magazin. 1956 wechselte Tillieux zum Konkurrenzblatt Spirou. Dort begann er eine neue Detektiv-Serie namens Gil Jourdan (deutsch: Jeff Jordan), die praktisch die Fortführung von Felix mit veränderten Hauptdarstellern war. In einem Nachruf auf ihren Vater sagte seine Tochter allerdings, dass er mit der Serie nie richtig zufrieden war, da sie – im Gegensatz zu Felix – eher auf ein breiteres, jüngeres Publikum zugeschnitten war.
Jeff Jordan wurde seine bekannteste Serie, für die insgesamt 26 Abenteuer in unterschiedlicher Länge entstanden. Die Geschichten erschienen in insgesamt 16 Alben (deutsch bei Carlsen), von denen Tillieux die ersten zwölf komplett selber zeichnete. Bei den letzten vier Alben lieferte Tillieux nur Skizzen, und sein Assistent Gos übernahm die Reinzeichnungen.
Eine weitere Erfolgsserie wurde César, die im Gegensatz zum semi-realistischen Jeff Jordan als halbseitiger Gag-Strip („Funny“) konzipiert war. Ab 1966 war er außerdem Autor der Serie Marc Lebut et son voisin, die in Deutschland als Marcus und Meister Müller bzw. Jupp Heister und Herr Jemine erschien.
Nachdem er zunächst Szenarien überwiegend für die von ihm selbst gezeichneten Geschichten verfasst hatte, arbeitete Tillieux später in immer größerem Umfang auch für andere Zeichner als Szenarist. Unter anderem entwickelte er Geschichten für die Serien Harry und Platte von Will, Natascha von Walthéry und Yoko Tsuno von Roger Leloup.
Am 31. Januar 1978 verunglückte Maurice Tillieux bei einem Autounfall, an dessen Folgen er zwei Tage später verstarb.

## Bedeutung

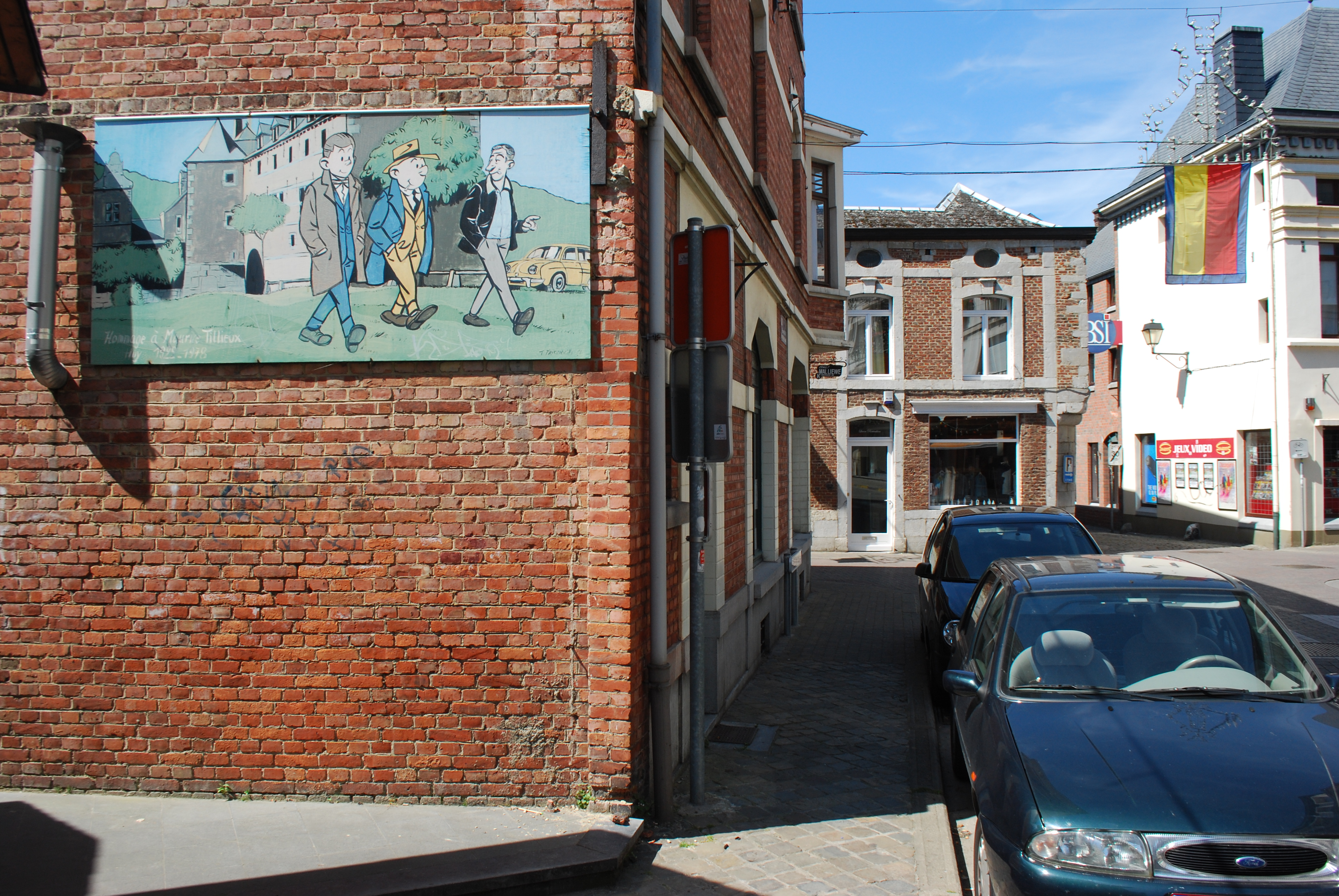
Wandbild zu Ehren Tillieuxs in Huy, Belgien

Tillieux gilt als ein Mitbegründer und ist zugleich einer der populärsten und erfolgreichsten Vertreter der École Marcinelle. Diese traditionsreiche belgische „Comic-Schule“ ist nach der in der Nähe von Charleroi gelegenen Stadt Marcinelle benannt, wo der Verlag Dupuis seinen Sitz hat. In dessen Zeitschrift Spirou veröffentlichten unter anderem Zeichner wie André Franquin (Spirou und Fantasio), Peyo (Die Schlümpfe) und Morris (Lucky Luke).
Tillieux war ein Meister der Umsetzung von Kriminalgeschichten in die Bildsprache des Comics. Er steht für gut konzipierte und schlüssige Handlungen, in denen humorvolle Sequenzen mit spannenden Passagen zu fesselnden Abenteuern kombiniert sind, die in atmosphärisch stimmigen Bebilderungen umgesetzt werden. Legendär sind seine Hinterhöfe und Dachlandschaften. Typisch für Tillieux sind auch seine trockenen humorvollen Dialoge, die zuweilen aus Kinofilmen entlehnt zu sein scheinen. Sowohl die Entfaltung einer witzigen als auch einer latent bedrohlichen Noir-Atmosphäre zählen zu seinen Stärken.

## Veröffentlichungen (Auswahl)
- Marc Jaguar – Gesamtausgabe 1: Das Geheimnis am Forellensee. Carlsen Hamburg 2021, ISBN 978-3-551-73879-0.
- Maurice Tillieux zusammen mit François Walthéry, Étienne Borgers, Jean-Luc Delvaux: Marc Jaguar – Gesamtausgabe 2: Die Lastwagen des Teufels. Übersetzt von Marcel Le Comte. Carlsen, Hamburg 2021, ISBN 978-3-551-73967-4.